# Canobius
Canobius es un género extinto de peces actinopterigios prehistóricos. Fue descrito por Traquair en 1881.
Vivió en Escocia, Reino Unido. Era un pez pequeño, de 7 centímetros (3 pulgadas) de largo. En comparación con sus parientes anteriores, tenía mandíbulas e hiomandibulares especializados que unían la mandíbula superior a la caja craneana, lo que significa que las mandíbulas colgaban verticalmente debajo de la caja craneana. Esto permitió a Canobius abrir más sus mandíbulas y expandir mucho más sus hendiduras branquiales al mismo tiempo. A su vez, esto significaba que el pez podía absorber más oxígeno, lo que lo convertía en una criatura más activa. Se presume que Canobius se alimentó de plancton que se filtra del agua usando sus pequeños dientes y branquias.